# Belgischer Fußballpokal 2020/21
Der Belgische Fußballpokal 2020/21 begann am 23. August 2020 mit zwei Qualifikationsspielen. Das Finale fand am 25. April 2021 im König-Baudouin-Stadion in Brüssel statt. Insgesamt nahmen 312 Mannschaften teil.

## Modus
Die ersten vier Runden wurden am 14. Juli 2020 gemeinsam ausgelost. Nach den Qualifikationsspielen am 23. August 2020 wurde die erste Runde am 30. August 2020 ausgetragen. Es spielen 222 Vereine, 158 aus den Provinzklassen und 64 aus der dritten Amateur-Division. In der zweiten Runde am 6. September 2020 kamen zu den 111 Siegern aus der ersten Runde weitere 49 Vereine aus der zweiten Amateur-Division dazu.
Zu den 80 Gewinnern der 2. Runde kamen in der 3. Runde (gespielt am 13./14. September 2020) die 16 Vereine der ersten Amateur-Division dazu. Entsprechend waren bei 96 Vereinen 48 Spiele auszulosen. In der 4. Runde (gespielt am 19./20. September 2020) kamen keine weiteren Vereine dazu, so dass in 48 Spielen 24 Vereine weiterkamen. In der 5. Runde (geplant für den 10. und 11. Oktober 2020) kommen zu diesen 24 Vereinen die acht Vereine der 2. Division dazu. Das ergibt 32 Vereine, die 16 Spiele bestreiten.
Es galt dabei die Liga-Zugehörigkeit vom 14. Juli 2020. Die Auswirkungen der Aufstockung der Division 1A gemäß Beschluss der Generalversammlung von Pro League vom 31. Juli 2020 wurden bei der Ermittlung der Runde, in der ein Verein im Pokalwettbewerb startet, nicht berücksichtigt. Entsprechend startete Lierse Kempenzonen in der 3. Runde; Oud-Heverlee Löwen und Waasland-Beveren in der 5. Runde. Die U-23-Mannschaft des FC Brügge nahm nicht am Pokalwettbewerb teil.
Seit dem Sechzehntelfinale wurden auch die restlichen Vereine der 1. Division am Spielgeschehen des belgischen Pokals beteiligt. Dabei befanden sich diese 16 Vereine in einem Lostopf; die 16 Sieger der 5. Runde im anderen.
Alle Begegnungen wurden in nur einer Partie ausgespielt. Stand es nach 90 Minuten unentschieden, folgte eine Verlängerung und gegebenenfalls ein Elfmeterschießen. Das Rückspiel im Halbfinale entfiel in dieser Saison aufgrund des späteren Beginn des Pokalwettbewerbes sowie der Aufstockung der Division 1A.

## Auswirkungen der vermehrten COVID-19-Erkrankungen
Nachdem Ende Juli 2020 die Zahl der COVID-19-Erkrankungen in Belgien wieder zunahm, reduzierte der nationale Sicherheitsrat mit Beschluss vom 27. Juli 2020 die Zahl der erlaubten Zuschauer auf 200. Da die meisten Erkrankungen im Raum Antwerpen auftraten, untersagte die Provinzgouverneurin am 28. Juli 2020 für die gesamte Provinz Antwerpen den Mannschaftssport einschließlich des Trainings. In Absprache mit den regionalen flämischen und wallonischen Fußballverbänden und Pro League verschob darauf der Belgische Fußballverband alle Pokalrunden für zunächst unbestimmte Zeit, abhängig von der weiteren Entwicklung der Pandemie festgesetzt werden. Nachdem der neue Anstieg gestoppt werden konnte, wurde die bereits terminierten Spiele der 1. bis 4. Runde jeweils drei Wochen später als ursprünglich geplant neu angesetzt.
Nachdem Anfang Oktober 2020 die Fallzahlen wieder stiegen, erließ Pro League in den Stadien während der Spiele der Division 1A, Division 1B und des Pokal ein Rauchverbot für die Zuschauer. Grund sei, dass die Abnahme des Mund-Nasen-Schutzes zum Rauchen in den Richtlinien für die Stadien nicht vorgesehen ist. Außerdem hätten die Zuschauer teilweise beim Rauchen zusammengestanden.

## 4. Runde (auszugsweise)
(nur Spiele mit Beteiligung von Profi-Vereinen)
| Datum              |                       | Ergebnis |               |
| ------------------ | --------------------- | -------- | ------------- |
| 15. September 2020 | Lierse Kempenzonen 1B | 4:0      | RVC Hoboken A |

## 5. Runde (auszugsweise)
(nur Spiele mit Beteiligung von Profi-Vereinen)
| Datum              |                            | Ergebnis |                       |
| ------------------ | -------------------------- | -------- | --------------------- |
| 23. September 2020 | ROC Charleroi-Marchienne A | 2:1      | Lierse Kempenzonen 1B |

## 6. Runde (auszugsweise)
(nur Spiele mit Beteiligung von Profi-Vereinen)
Die Spiele der 6. Runde wurden am 21. September 2020 ausgelost. Da zu diesem Zeitpunkt drei Spiele der 5. Runde noch nicht durchgeführt waren, lautet hier das Los „Sieger der Paarung ...“.
| Datum            |                                 | Ergebnis |                      |
| ---------------- | ------------------------------- | -------- | -------------------- |
| 10. Oktober 2020 | Union rochefortoise A           | 1:8      | RWD Molenbeek 1B     |
| 10. Oktober 2020 | Waasland-Beveren                | 3:0      | KFC Sparta Petegem A |
| 10. Oktober 2020 | K.V.V. Thes Sport Tessenderlo A | 3:1      | KMSK Deinze 1B       |
| 11. Oktober 2020 | SK Lommel 1B                    | 3:1      | KVV Zelzate A        |
| 11. Oktober 2020 | KVC Westerlo 1B                 | 5:1      | RC Hades Hasselt A   |
| 11. Oktober 2020 | Royale Union Saint-Gilloise 1B  | 4:0      | K.S.K. Heist A       |
| 11. Oktober 2020 | RFC Seraing 1B                  | 6:1      | KSC Blankenberge A   |
| 11. Oktober 2020 | Royal Knokke F.C. A             | 0:2      | Oud-Heverlee Löwen   |

## Sechzehntelfinale
Das Sechzehntelfinale wurde am 12. Oktober 2020 ausgelost.

### Terminverschiebungen aufgrund der COVID-19-Pandemie
Ursprünglich sollten die Spiele in der Zeit vom 15. bis 17. Dezember 2020 ausgetragen werden. Aufgrund der steigenden COVID-19-Fallzahlen untersagte die französische Gemeinschaft am 13. Oktober 2020 für die nächsten drei Wochen alle Kontaktsportarten. Am selben Tag unterbrachen die regionalen Amateur-Fußballverbände den Spielbetrieb für die Amateurligen ab der 1. Division Amateure abwärts einschließlich Jugendliche älter als U 16: in der Wallonie zunächst bis zum 1. November 2020, in Flandern unbefristet. Am 23. Oktober 2020 untersagte der Konzertierungsausschuss zwischen der Föderalregierung und den Regierungen der Regionen und Gemeinschaften sowohl den Trainingsbetrieb von Amateurmannschaften wie auch den Spielbetrieb in allen Amateur-Fußballligen. Am 2. November 2020 beschlossen die Fußballverbände, dass die Unterbrechung des Trainings- und Spielbetriebes mindestens bis zum Jahresanfang 2021 andauern sollte. Um zu vermeiden, dass die Amateur-Mannschaften im Sechzehntelfinale des Pokals ohne Spielpraxis antreten müssen, verlegte Pro League am 9. November 2020 das Sechzehntelfinale vom bisherigen Termin auf das Wochenende vom 9./10. Januar 2021.
Nachdem der Konzertierungsausschuss das Sportverbot am 27. November 2020 bis zunächst 15. Januar 2021 verlängert hatte, verlegte Pro League das Sechzehntelfinale am 9. Dezember 2020 erneut, diesmal auf den bisher geplanten Termin des Viertelfinales (2. bis 4. Februar 2021). Daher musste auch das eigentlich für 20. und 21. Januar 2021 geplante Achtelfinale auf den 9. bis 11. Februar 2021 verschoben werden. Das Viertelfinale wurde auf den bisher geplanten Termin des Halbfinales (2. bis 4. März 2021) verschoben, was wieder auf das Wochenende des 12. bis 14. März 2021 verschoben wurde. Die entsprechenden für diese Termine geplanten Spieltage der Division 1A wurden auf die freigewordenen Pokal-Spieltermine verlegt.
Am 8. Januar 2021 wurde das Sportverbot durch den Konzertierungsausschuss weiter verlängert. Lediglich den Amateur-Mannschaften, die für das Sechzehntelfinale des Pokales qualifiziert sind, wurde erlaubt, dafür zu trainieren, müssen aber dieselben Regeln beachten wie die Profivereine. Die Kosten für die dafür erforderlichen COVID-19-Tests trägt der Belgische Fußballverband.

### Ergebnisse
| Datum           |                                 | Ergebnis |                      |
| --------------- | ------------------------------- | -------- | -------------------- |
| -               | K. Rupel Boom F.C. A            | B2       | KAS Eupen            |
| -               | K.V.V. Thes Sport Tessenderlo A | B3       | KRC Genk             |
| -               | KFC Dessel Sport A              | B4       | K Beerschot VA       |
| 2. Februar 2021 | Royal Antwerpen                 | 2:1      | RAAL La Louvière A   |
| 2. Februar 2021 | Royale Union Saint-Gilloise 1B  | 2:1      | Royal Excel Mouscron |
| 2. Februar 2021 | Lommel SK 1B                    | 1:3      | KV Kortrijk          |
| 3. Februar 2021 | KV Mechelen                     | 2:0      | RWD Molenbeek 1B     |
| 3. Februar 2021 | Sporting Charleroi              | 1:0      | KVC Westerlo 1B      |
| 3. Februar 2021 | KAA Gent                        | 5:0      | K.S.K. Tongeren A    |
| 3. Februar 2021 | Oud-Heverlee Löwen              | 2:3      | Cercle Brügge        |
| 3. Februar 2021 | RFC Seraing 1B                  | 1:4      | Standard Lüttich     |
| 3. Februar 2021 | FC Brügge                       | 6:1      | Olsa Brakel A        |
| 3. Februar 2021 | K.S.C. Lokeren-Temse A          | 0:2      | VV St. Truiden       |
| 3. Februar 2021 | Waasland-Beveren                | 2:3      | KV Ostende           |
| 2. Februar 2021 | ROC Charleroi-Marchienne A      | 1:0      | SV Zulte-Waregem     |
| 3. Februar 2021 | RFC Lüttich A                   | 0:2      | RSC Anderlecht       |

Durch den besonderen Modus im diesjährigen Wettbewerb gab es zwei Parteien zwischen Vereinen der Division 1A im Sechzehntelfinale.

## Achtelfinale
Da aufgrund der Terminverschiebungen das Achtelfinale bereits eine Woche nach dem Sechzehntelfinale stattfand, erfolgte die Auslosung am 8. Januar 2020, also bereits vor dem Sechzehntelfinale in der Form, dass immer die Paarungen zunächst Sieger Partei A – Sieger Partei B lauteten. Jeder Teilnehmer des Sechzehntelfinales wusste daher vor diesem die beiden möglichen Gegner im Achtelfinale, abhängig davon, wie die andere Paarung ausging. Das Achtelfinale fand zwischen dem 9. und 11. Februar  2021 statt. Die genauen Spieltermine wurden am 4. Februar 2021 festgelegt.
| Datum            |                                | Ergebnis                    |                            |
| ---------------- | ------------------------------ | --------------------------- | -------------------------- |
| 9. Februar 2021  | Cercle Brügge                  | 3:1                         | KV Ostende                 |
| 9. Februar 2021  | KV Kortrijk                    | 1:1 n. V. (1:1) (5:6 i. E.) | Standard Lüttich           |
| 10. Februar 2021 | KAS Eupen                      | 5:1                         | ROC Charleroi-Marchienne A |
| 10. Februar 2021 | KRC Genk                       | 1:0                         | VV St. Truiden             |
| 10. Februar 2021 | FC Brügge                      | 3:1                         | Royal Antwerpen            |
| 11. Februar 2021 | K Beerschot VA                 | 0:1                         | KV Mechelen                |
| 11. Februar 2021 | KAA Gent                       | 3:1                         | Royal Charleroi            |
| 11. Februar 2021 | Royale Union Saint-Gilloise 1B | 0:5                         | RSC Anderlecht             |

Damit haben sich nur Mannschaften aus der Division 1A für das Viertelfinale qualifiziert.

## Viertelfinale
Das Viertelfinale wurde am 12. Februar 2021 ausgelost. Als Termin für die Spiele war der Zeitraum zwischen dem 2. und 4. März 2021 geplant. Die genauen Spieltermine wurden am 15. Februar 2021 festgesetzt.
| Datum        |                  | Ergebnis |               |
| ------------ | ---------------- | -------- | ------------- |
| 3. März 2021 | KAS Eupen        | 1:0      | KAA Gent      |
| 3. März 2021 | RSC Anderlecht   | 1:0      | Cercle Brügge |
| 4. März 2021 | KRC Genk         | 4:1      | KV Mechelen   |
| 4. März 2021 | Standard Lüttich | 1:0      | FC Brügge     |

## Halbfinale
Das Halbfinale wurde am 4. März 2021 ausgelost. Die Spiele waren für den 13. oder 14. März 2021 geplant. Abweichend vom bisherigen Modus wurde das Halbfinale in diesem Jahr in einem Spiel statt Hin- und Rückspiel entschieden. Die genauen Spieltermine wurden am 5. März 2021 festgelegt.
| Datum         |                | Ergebnis |                  |
| ------------- | -------------- | -------- | ---------------- |
| 13. März 2021 | KAS Eupen      | 0:1      | Standard Lüttich |
| 14. März 2021 | RSC Anderlecht | 1:2      | KRC Genk         |

## Finale
Am 19. März 2021 wurde ausgelost, dass Standard Lüttich als Heimmannschaft gilt.
| Standard Lüttich                                                       | Standard Lüttich | KRC Genk | KRC Genk |
| ---------------------------------------------------------------------- | --- | --- | -------- |
| Standard Lüttich                                                       | \| 25. April 2021 um 20:45 Uhr (MESZ) in Brüssel (König-Baudouin-Stadion) \| \| Ergebnis: 1:2 (0:0) \| \| Zuschauer: Unter Ausschluss der Öffentlichkeit \| \| Schiedsrichter: Bram Van Driessche \| \| Spielbericht \|                                                   | \| 25. April 2021 um 20:45 Uhr (MESZ) in Brüssel (König-Baudouin-Stadion) \| \| Ergebnis: 1:2 (0:0) \| \| Zuschauer: Unter Ausschluss der Öffentlichkeit \| \| Schiedsrichter: Bram Van Driessche \| \| Spielbericht \|             | KRC Genk |
| Standard Lüttich                                                       | Arnaud Bodart – Hugo Siquet, Moussa Sissako, Konstantinos Laifis, Nicolas Gavory – Nicolas Raskin, Gojko Cimirot (66. Mehdi Carcela), Samuel Bastien (75. Maxime Lestienne) – Selim Amallah – Michel-Ange Balikwisha (57. Jackson Muleka), Klauss Cheftrainer: Mbaye Leye | Maarten Vandevoordt – Daniel Muñoz, Carlos Cuesta, Jhon Lucumí, Gerardo Arteaga – Patrik Hrošovský, Bryan Heynen – Jun’ya Itō, Kristian Thorstvedt (87. Mark McKenzie), Théo Bongonda – Paul Onuachu Cheftrainer: John van den Brom | KRC Genk |
| Standard Lüttich                                                       | 1:2 Jackson Muleka (83.) | 0:1 Jun’ya Itō (48.) 0:2 Théo Bongonda (80.) | KRC Genk |
| Standard Lüttich                                                       | Nicolas Gavory (63.), Jackson Muleka (65.), Nicolas Raskin (70.), Mehdi Carcela (81.), Selim Amallah (86.) | Daniel Muñoz (56.), Davor Matijaš (82.), Patrik Hrošovský (90.) | KRC Genk |
| Standard Lüttich                                                       | Moussa Sissako (90.+1' grobes Foul) | | KRC Genk |
| 25. April 2021 um 20:45 Uhr (MESZ) in Brüssel (König-Baudouin-Stadion) | | |          |
| Ergebnis: 1:2 (0:0)                                                    | | |          |
| Zuschauer: Unter Ausschluss der Öffentlichkeit                         | | |          |
| Schiedsrichter: Bram Van Driessche                                     | | |          |
| Spielbericht                                                           | | |          |